# Убийство Джесси Диркхайзинга
Убийство Джесси Диркхайзинга — преступление в городе Роджерс в Арканзасе, совершённое 26 сентября 1999 года двумя педофилами, которые находились под действием наркотиков и были гомосексуалами-любовниками. Их жертва — 13-летний Джесси Диркхайзинг — скончался в больнице в результате асфиксии.

## Смерть
26 сентября 1999 года полицейский патруль, вызванный к дому 38-летнего Дэвиса Карпентера (Davis Carpenter), обнаружил у него связанного 13-летнего мальчика Джесси. Кроме Карпентера в доме находился 22-летний Джошуа Браун (Joshua Brown). Полиция установила, что мальчика перед этим насиловали в течение нескольких часов. Ему была оказана первая медицинская помощь, однако вскоре Джесси скончался в больнице в результате асфиксии.
Следствием было установлено, что преступники насиловали ребёнка, используя различные предметы (половой член, три пальца одновременно, огурец, колбасу, бананы и бутылку).

## Показания родственников
Летом 1999 года, в течение нескольких месяцев до убийства, Джесси с разрешения своей матери Тины и отчима Майлза Уэйтса стал проводить выходные с Дэвисом и Джошуа. Родители Джесси, а также его бабушка Пола МакВей были осведомлены о гомосексуальных отношениях последних. Дэвис Карпентер считался приятелем матери и отчима Джесси в течение нескольких последних лет. Бабушка Джесси была убеждена, что во время выходных он зарабатывал деньги на починку машины, подметая полы в парикмахерском салоне, где работал Карпентер.

## Показания осуждённых
В своём видеоинтервью Дэвис Карпентер утверждал, что «давал советы» потерпевшему по поводу его сексуальности: «Джесси был озадачен: его привлекали парни и он ненавидел себя за это». По словам Дэвиса, мать Джесси в разговорах с ним ранее упоминала гомосексуальность сына. Сам Дэвис сбежал из дома в 15 лет из-за своей ориентации: «Мой отец и вся моя семья были убеждены, что гомосексуалистов нужно убивать». Отец Карпентера утверждает, что позже поменял свою точку зрения и принял ориентацию сына. Карпентер заявлял, что в их сексуальных отношениях с Брауном они не практиковали бондаж (связывание), однако «развлечения», в которых участвовали Браун и Джесси, включали в себя «игру в мумию» — обматывание друг друга лентой.
Джошуа Браун в своих показаниях называл Джесси своим «любовником на стороне» и утверждал, что в первые же выходные, проведённые у них дома, Джесси занимался с ним оральным сексом без согласия Джошуа. Он также настаивал на том, что никогда не занимался с Джесси анальным сексом до случившегося. В признательных показаниях Джошуа утверждал, что они «просто играли» с согласия Джесси и что Джошуа не знал, что подобная «игра» могла убить ребёнка. На вопрос полицейских о том, фантазировал ли Карпентер когда-либо о сексе с детьми, Браун ответил утвердительно, однако отрицал, что подобные случаи происходили в реальности. В доме Брауна и Карпентера были найдены многочисленные записки, в которых в письменной форме и в рисунках запечатлены педофилические фантазии Карпентера.

## Сравнение со смертью Мэтью Шепарда
- Хотя окружной прокурор и требовал смертной казни, преступников приговорили к пожизненному заключению. Это означает, что по законам штата они могут оказаться на свободе уже через 15-20 лет при хорошем поведении. В то же время, убийцам Мэтью Шепарда дали по два пожизненных заключения без права на апелляцию.
- Убийцы Мэтью Шепарда отбывают срок при строгом режиме (камера-одиночка и минимум времени нахождения вне её), убийцы Джесси находятся в тюрьме общего режима.
- Убийц Диркхайзинга судили за убийство и изнасилование, тогда как убийцы Шепарда были привлечены к ответственности за похищение и ограбление.
- После убийства Шепарда в течение месяца в американских газетах было более 3 тысяч публикаций, после убийства Джесси — всего около 50[4]. Однако после того, как эта история попала в поле зрения СМИ, счёт пошёл на тысячи — много больше, чем по другим случаям убийств детей[5].
- По показаниям некоторых свидетелей, Шеппард покупал наркотики (и, возможно, имел сексуальные отношения) у одного из убийц. Мак-Кинни, убийца Шепарда, на суде категорически отрицал эти заявления[6]. Кроме того, убийца Шепарда заявлял, что тот сексуально домогался его. В случае с Джесси в показаниях полиции штата Арканзас под присягой, данных одним из насильников-убийц, Брауном, он утверждал, что занимался с жертвой оральным сексом с согласия Джесси ещё за два месяца до убийства. По словам второго насильника «мать Джесси знала, что её сын гомосексуален, и также была осведомлена о гомосексуальности убийц»[1].

## Реакция общественности
Американский публицист Патрик Бьюкенен приводит мнение обозревателя Брента Бозелла:
Если бы Джесси Диркхайзинга застрелили в арканзасской школе, это немедленно стало бы событием общенационального масштаба. Будь он гомосексуалистом, а его убийцы — гетеросексуалами, о преступлении кричали бы на всех углах. Но никакое либеральное средство массовой информации не посмеет первым поведать о преступлении, в котором преступники — гомосексуалисты.

## Мнение о причинах малой огласки преступления
4 ноября 1999 года журналист Джонатан Грегг (Jonathan Gregg) в очередном выпуске популярного американского журнала «Time» задался вопросом о причинах малой огласки этого преступления. Он писал: «Возможно ли, что это произошло из-за того, что мы, элита бизнеса средств массовой информации, не захотели широко освещать преступления, совершенные гомосексуалистами, так как это не вписывается в нашу повестку дня? Следующим логическим шагом в подобных рассуждениях было бы предположить, что все новости контролируются группой лояльных к гомосексуалистам людей, с энтузиазмом воплощающих политику двойных стандартов».
По мнению Джонатана Грегга малое освещение преступления в СМИ было вызвано тем, что
из этого происшествия нельзя было извлечь никакого урока. Убийство Шепарда затронуло целый комплекс сложных и насущных проблем: нетерпимость, отношение общества к геям и давление на них, использование насилия для противодействия соблазну. Смерть Джесси Диркхайзинга не даёт нам ничего, кроме развращённости и безнравственности двух психически больных людей. Здесь нет никакого урока, нет морали о терпимости и мы не обретём никакой надежды после наказания преступников.
По мнению оппонентов Грегга, такая позиция лишь свидетельствует о двойных стандартах СМИ, о том, что они служат не общественным, а политическим интересам. Убийство Шепарда раскручивалось СМИ потому, что было выгодно гомосексуалам, убийство Диркхайзинга замалчивалось, так как могло гомосексуалам навредить.